# Richard Norton Smith
Pour les articles homonymes, voir Richard Smith et Smith.
Richard Norton Smith, né à Leominster en 1953, est un historien et écrivain américain.

## Biographie
Richard Smith est né à Leominster dans le Massachusetts en 1953. Il obtient son diplôme avec grande distinction en 1975 à l'Université Harvard en sciences politiques. Il entre alors comme interne à la Maison-Blanche et en tant que journaliste indépendant pour le journal The Washington Post. Il travailla alors comme rédacteur de discours pour le sénateur du Massachusetts Edward Brooke puis pour le sénateur Bob Dole avec qui il travaillera régulièrement par la suite.
Son premier livre, intitulé Thomas E. Dewey and His Times, est finaliste au Prix Pulitzer de 1983. Il écrit également An Uncommon Man: The Triumph of Herbert Hoover (1984), The Harvard Century: The Making of a University to a Nation (1986) et Patriarch: George Washington and the New American Nation (1993). En juin 1997 sort son livre The Colonel: The Life and Legend of Robert R. McCormick qui reçoit le prestigieux Prix Goldsmith. Il travaille ensuite sur la préparation d'une biographie de Nelson Rockefeller.
Entre 1987 et 2001, il travaille en tant que directeur du Herbert Hoover Presidential Library and Museum à West Branch dans l'Iowa, du Dwight D. Eisenhower Center à Abilene dans le Kansas, de la Ronald Reagan Presidential Library à Simi Valley en Californie et de la Gerald R. Ford Museum and Library à Ann Arbor dans le Michigan. En 2001, il devient directeur du Robert J. Dole Institute of Politics à l'Université du Kansas.  En octobre, 2003 il devient directeur du Abraham Lincoln Presidential Library and Museum à Springfield dans l'Illinois. 

## Citation
- « Il n'existe aucune excuse pour un livre ennuyeux, pour un musée ennuyeux ou pour un discours ennuyeux . Surtout lorsqu'on y traite de l'histoire – le sujet le plus fascinant que je connaisse. »[N 1]